# Jin Jong-oh
Jin Jong-oh (Hangul (진 종오?); Gangwon, 24 settembre 1979) è un tiratore a segno sudcoreano.

## Carriera
Vincitore di quattro medaglie d'oro ai Giochi olimpici, una a Pechino 2008, due a Londra 2012 e una Rio de Janeiro 2016, è detentore del record del mondo pistola 50m con 583 punti, sparati il 9 settembre 2014 durante i campionati del mondo 2014 a Granada. Il vecchio record era di Melentiev Alexsander (RUS) ottenuto alle Olimpiadi di Mosca del 1980.
Ha partecipato a 5 edizioni dei Giochi olimpici: Atene 2004, Pechino 2008, Londra 2012, Rio 2016 e Tokyo 2020.

## Palmarès

### Giochi olimpici
- 6 medaglie:
  - 4 ori (pistola 50 metri a Pechino 2008; pistola 10 metri aria compressa, pistola 50 metri a Londra 2012; pistola 50 metri a Rio de Janeiro 2016).
  - 2 argenti (pistola 50 metri a Atene 2004; pistola 10 metri aria compressa a Pechino 2008).

### Campionati mondiali
- 3 medaglie:
  - 2 ori (pistola 10 metri aria compressa, pistola 50 metri a Granada 2014)
  - 1 bronzo (pistola 10 metri aria compressa a Monaco 2010)

### Campionati asiatici
- 4 medaglie:
  - 2 ori (pistola 10 metri aria compressa, pistola 50 metri a Doha 2012).
  - 1 argento (pistola 50 metri a Kuwait City 2007).
  - 1 bronzo (pistola 10 metri aria compressa a Kuala Lumpur 2004).

### Giochi asiatici
- 3 medaglie:
  - 1 argento (pistola 50 metri a Guangzhou 2010).
  - 2 bronzi (pistola 10 metri aria compressa a Busan 2002; pistola 10 metri aria compressa a Doha 2006).